# Chór Kameralny Musica Sacra
Chór Kameralny Musica Sacra – chór powstał w 1999 roku. Od roku 2005 funkcjonuje jako Chór Katedry Warszawsko-Praskiej.

## Historia
Chór „Musica Sacra” powstał w 1999 roku, a na mocy dekretu JE Arcybiskupa Sławoja Leszka Głódzia od roku 2005, funkcjonuje jako Chór Katedry Warszawsko-Praskiej .
Chór występował m.in. w: Luksemburgu, Niemczech, Francji, Włoszech i USA. Brał udział w wielu prestiżowych międzynarodowych festiwalach m.in.:
- we Francji: „Festival des Cathedrales” w Saint-Quentin i „Courant d’Art” w Rouen;
- w Niemczech: „Altstadtherbst” w Düsseldorfie, „Hagener Chorfest” w Hagen, „Wege durch das Land” w Höxter na zamku Corvay;
- we Włoszech: Festiwal Kultury Polskiej w Rzymie
- w Polsce: „Wratislavia Cantans”, „Laboratorium Muzyki Współczesnej” w Warszawie, „Gaude Mater” w Częstochowie, „Festiwal Filmowy i Artystyczny” w Kazimierzu Dolnym i w Międzynarodowy Festiwal „Musica Sacra w Katedrze Warszawsko-Praskiej", którego był współorganizatorem[2].

Chór dokonał prawykonań utworów: Witolda Lutosławskiego, Stanisława Moryto, Mariana Borkowskiego, Pawła Łukaszewskiego (m.in. polskie prawykonanie Missa de Maria a Magdala), Łukasza Farcinkiewicza, Łukasza Urbaniaka, Joëla Merah (Francja) oraz kompozytorów amerykańskich: Borisa Alvarado (Chile), Daniela Luzko (Paragwaj) i Douglasa Pew (USA).
Współpracował z wybitnymi polskimi orkiestrami m.in. z: Polską Orkiestrą Radiową (dyr. Piotr Borkowski, Jan Łukaszewski), Orkiestrą Filharmonii Częstochowskiej (dyr. Marco Castellini), Łomżyńską Filharmonią Kameralną (Jan Miłosz Zarzycki), Nową Orkiestrą Kameralną (dyr. Paweł Kos-Nowicki) i Concerto Avenna (dyr. Andrzej Mysiński) oraz solistami: Iwoną Hossa, Anną Mikołajczyk-Niewiedział, Bożeną Harasimowicz, Justyną Stępień, Bernadettą Grabias, Wojciechem Gierlachem, Joanną Woś, Urszulą Kryger, Jackiem Laszczkowskim, Rafałem Siwkiem, Dariuszem Machejem, Robertem Cieślą, Ryszardem Cieślą, Leszkiem Skrlą, Janem Bokszczaninem, Przemysławem Firkiem, Jarosławem Brękiem.
Chór Katedry Warszawsko-Praskiej „Musica Sacra” działa w ramach projektu „Instytut MUSICA SACRA” obejmującego także: „Międzynarodowy Konkurs Kompozytorski Musica Sacra” i wydawnictwo „Musica Sacra Edition”.
Chóru w swoim dorobku ma serię szesnastu koncertów z jazzowo-chorałowym "Misterium Stabat Mater" polskiego pianisty jazzowego Włodka Pawlika w najważniejszych świątyniach w Polsce. Projekt ten został zaprezentowany także w rzymskiej bazylice Santa Maria in Trastevere, na zakończenie Festiwalu Kultury Polskiej oraz opublikowany na pierwszej płycie zespołu, a zadedykowanej Ojcu Świętemu Janowi Pawłowi Wielkiemu, nominowanej i uhonorowanej nagrodą „Fryderyk” 2005 .
Emisję głosu i opiekę wokalną nad chórzystami prowadzi Joanna Łukaszewska. Dyrektorem artystycznym chóru jest jego założyciel Paweł Łukaszewski.

## Repertuar
Na repertuar Chóru składają się przede wszystkim utwory współczesnej muzyki sakralnej.

## Dyskografia
- 2002: Adolpho – Vesperae in F
- 2005: Arcydzieła muzyki chóralnej
- 2005: Brahms and Mendelssohn
- 2005: Chór Katedry Warszawsko-Praskiej Musica Sacra
- 2005: Włodek Pawlik – Misterium Stabat Mater
- 2006: Baird-Łukaszewski-Błażewicz-Borkowski
- 2008: Marian Borkowski – Hymnus
- 2009: Stanisław Moryto – Gorzkie żale
- 2010: Laudate Dominum
- 2011: John Rutter – Requiem
- 2013: Lutosławski
- 2013: Prayer
- 2014: Paweł Łukaszewski: Musica Sacra 5
- 2014: Włodek Pawlik – Misterium Stabat Mater
- 2014: Borkowski conducts Borkowski
- 2015: Musica caelestis
- 2015: The very best of Górecki
- 2017: Polskie pastorałki
- 2018: Pie Iesu
- 2019: Moniuszko Sacred Music
- 2020: Benedictvs XVI in Honorem

## Osiągnięcia
- 2006: nagroda Miasta St. Quentin za najwybitniejszą kreację muzyki współczesnej, na VII Konkursie Chórów Katedralnych we Francji
- 2014: Nagroda Marszałka Województwa Mazowieckiego

Nagrody polskiego przemysłu fonograficznego „Fryderyk“:
- 2005: za płytę Misterium Stabat Mater Włodka Pawlika zadedykowaną Ojcu Świętemu Janowi Pawłowi II
- 2005: za płytę Brahms and Mendelssohn z nagraniami Liebeslieder-Walzer Johannesa Brahmsa i Duette Feliksa Mendelssohnahn
- 2005: za płytę Arcydzieła Muzyki Chóralnej z kompozycjami Góreckiego, Kilara, Tavenera, Pärta i Vasksa
- 2006: za płytę Baird-Łukaszewski-Błażewicz-Borkowski w kategorii „Najwybitniejsze Nagranie Muzyki Polskiej”
- 2009: dwie nominacje za płytę Gorzkie Żale Stanisława Moryto w kategoriach: „Muzyka Współczesna” i „Najwybitniejsze Nagranie Muzyki Polskiej”
- 2010: za płytę Laudate Dominum w kategorii „Muzyka chóralna i oratoryjna”